# Cmentarz żydowski w Brodnicy
Cmentarz żydowski w Brodnicy – kirkut znajdował się przy ulicy Podgórnej. Został założony w końcu XVIII stulecia. Podczas okupacji hitlerowskiej został zniszczony, nie zachowały się żadne elementy macew. Na jego obszarze obecnie częściowo stoją domy mieszkalne. Jego powierzchnia wynosiła 0,37 ha.